# Achradocera barbatus
Achradocera barbatus är en tvåvingeart som först beskrevs av Friedrich Hermann Loew 1861.  Achradocera barbatus ingår i släktet Achradocera och familjen styltflugor. Inga underarter finns listade i Catalogue of Life.